# Шалинский район (Чечня)
Шали́нский райо́н (чечен. Шелан кӏошт) — административно-территориальная единица и муниципальное образование (муниципальный район) в составе Чеченской Республики Российской Федерации.
Административный центр — город Шали.

## География
Район находится в предгорной зоне, в центральной части республики. На юге граничит с Шатойским, на востоке — с Веденским и Курчалоевским, на западе — с Грозненским районами, а на севере — с городским округом город Аргун.
Площадь территории района составляет 598,89 км² (по другим данным — 635,73 км²).
По его территории протекают множество рек, наиболее крупными из которых являются — Аргун, Басс, Джалка и Хулхулау.

### Климат
Климат умеренно континентальный. Зима умеренно мягкая, с частыми туманами и неустойчивым снежным покровом. Средняя температура января −4 °C. Лето тёплое, иногда с жаркой, сухой погодой. Средняя температура июля +25 °C. Среднегодовое количество осадков составляет около 500 мм в год и главным образом выпадает в период с апреля по октябрь. Средняя годовая относительная влажность около 70 %. Преобладают восточные и западные ветры.
Природа
Шалинский район очень богат лесными угодьями, там можно встретить дуб, бук, много плодово-ягодных деревьев: лесная груша, дикая яблоня, смородина, алыча, калина, кизил.
Из животных в Шалинском районе можно встретить кабанов, медведей, косуль, барсуков. Также населяют районы представители таких птиц как: синицы, щегол, пеночка. Так же есть редкие животные, занесённые в Красную Книгу России и Чеченской Республики: филин, чёрный аист, орёл-змееяд.
В 1977 году для сохранения уникальной природной зоны на территории района создан природный заказник Шалинский:.
На территории района, в 200 м к востоку от автодороги Шали — Агишты и в 100 м к востоку от русла реки Басс, расположен памятник природы Шалинская сосновая роща (в Шалинском участковом лесничестве в обходе № 1, в квартале № 6, в выделе № 5.

## История

### В древности
Сотрудниками Академии наук Чеченской Республики дана краткая информация по всему перечню памятников с нанесением их на карту, памятники района датируются периодом, охватывающий широкий диапазон от энеолита и ранней бронзы до позднего средневековья:
- В 1981 году в поселении Автуры, в ходе строительных работ на территории школы № 1, учителем М. М. Шовхаловым были обнаружены человеческие останки на глубине примерно двух метров. В непосредственной близости от скелета находились семь подвесок в форме полых бубенцов, изготовленных из серебряной фольги с позолоченным покрытием и украшенных тисненым орнаментом в виде насечек. В нижней части каждой подвески, напротив петель, были размещены углубления, заполненные фрагментами голубой «египетской» пасты, имитирующих цветной камень. Кроме того, рядом с останками сохранилась золотая серьга. Впоследствии, в ходе охранных археологических раскопок под руководством М. Х. Багаева, было выявлено еще четыре погребения прямоугольной формы с закругленными углами на глубине от 1,1 до 1,3 метра. В результате археологических исследований на могильнике в Автуры были раскопаны пять грунтовых погребальных комплексов. Некрополь был датирован XIV—XVII веками нашей эры.
- Вблизи Автуры был обнаружен топор клиновидной формы, изготовленный из серого песчаника, характеризующийся «перехваченным» корпусом. Датируется периодом от эпохи неолита до ранних этапов бронзового века.
- В центре Агишты был обнаружен курган диаметром около 50-60 метров и высотой порядка 8 метров. В его пределах найдены человеческие останки, бронзовые кольца, керамика и другие предметы.
- Также, в 1939 году на колхозном поле неподалёку от Агишты случайно вскрыли два погребения с сосудами, однако из-за утраты материала определить время их возникновения не представляется возможным.
- Северо-западнее Белгатоя выявлено древнее поселение, которое судя по найденому материалу относится к раннему железному веку. Там же расположен древний археологический памятник, представляющий собой селище. На основании поднятого с поверхности материала данное сооружение может быть датировано скифским временем.
- К востоку от села Герменчук, на крупном вытянутом холме с западной на восточную стороны, имеющем крутые склоны высотой около 10 метров и плоскую вершину, расположено Герменчукское городище (Чух-барз).
- В районе Герменчука расположены курганы высотой до пяти метров и диаметром до десяти метров. Согласно информации Н. Семенова, внутри этих курганов находились склепы. В склепах было три глухие стены, а в восточной стене — лаз, закрытый плитой. Судя по всему, это средневековые захоронения. Археологические исследования этих курганов пока не проводились.
- Старожилы селения Герменчук сообщают, что до начала военных действий вблизи городища был случайно обнаружен грунтовый могильник. Из его захоронений извлекли различные артефакты, такие как керамические сосуды, железное оружие и монеты. В 1982 году в ходе исследований М. Х. Багаева, посвящённых Герменчукскому городищу (Чух-барз), данный могильник был документирован, а также изучены два погребения, относимые к периоду XIV—XVI веков.
- На вершине горы, расположенной на правом берегу реки Аргун в Шалинском районе, примерно в 1,5 км северо-восточнее селения Белгатой, находится естественно укрепленное древнее поселение — городище Гойт-Корт. Оно было впервые обследовано М. П. Севастьяновым в 1950 году. Найденные здесь артефакты указывают на то, что памятник относится к эпохе раннего средневековья.
- Дуба-Юртовское поселение находится на правом берегу реки Аргун поблизости от Дуба-Юрта. Оно было открыто и исследовано в 1936 году А. П. Кругловым. В 1948 году дополнительные разведывательные работы проводили Н. И. Штанько и М. П. Севостьянов. Анализ обнаруженных керамических изделий позволяет датировать их серединой I тысячелетия до нашей эры.
- В 1966 году Северокавказская археологическая экспедиция Института археологии АН СССР провела исследования, в результате которых к западу от села Мескер-Юрт обнаружена цепь из 12 крупных курганов. Один из курганов был поврежден в результате нивелировки колхозного поля, когда его насыпь срезали бульдозером. На уровне материка выявились истлевшие деревянные брёвна, которые напоминали конструкцию квадратного деревянного сруба. В центре этого сооружения находился женский скелет, расположенный вытянуто на спине с северной ориентацией головы. Правая рука была согнута, а кисть лежала на паху. У локтя левой руки стояли остатки двух сосудов, разрушенных при земляных работах. Один из них представлял собой гончарный одноручный кувшин желто-серого оттенка, а второй — серо-глиняную курильницу. Обряд захоронения и характеристики найденной посуды позволили археологам датировать погребение сарматским периодом (I-II века н.э.). Захоронение не принадлежало главному усыпальничному комплексу и не было связано с деревянным сооружением — его классифицировали как впускное. При дальнейшем изучении территории вокруг этого захоронения были найдены разрозненные человеческие кости, многочисленные кости лошади, а также фрагментированный лепной сосуд с округлым туловом и высоким цилиндрическим горлом, расширяющимся к венчику. Кроме того, был обнаружен бронзовый втульчатый наконечник стрелы с тремя ребрами. Все перечисленные находки, включая формы сосудов, наличие деревянных конструкций, останков коня и таких элементов как реальгар, позволили датировать подкурганное погребение VI-V веками до н.э., что делает этот памятник уникальным источником для изучения древних погребальных традиций региона.

Первые упоминания о деятельности человека на территории Шалинского района, в период медно-бронзового века в горах и на равнинах Чечни и относятся к 2-3 тыс. до н. э..
С древних времён территория Шалинского района считалась крупнейшим духовным, культурным и торговым центром.
До образования Шалинского района, местные жители имели торговые, культурные и хозяйственные связи с другими племенами Северного Кавказа.
С конца 1950 и в 1960 годах, благодаря проводимым раскопкам — Северокавказской экспедиции, удалось открыть два поселения и могильник эпохи поздней бронзы и раннего железа.
Например, среди различных археологических артефактов здесь найдены каменные земледельческие орудия (зернотёрки, кремнёвые серповые вкладыши) и оружие (наконечники стрел, булава). Довольно выразительна и обнаруженная здесь ранняя керамика, в том числе комплекс глиняных очажных подставок.
У селения Сержень-Юрт были обнаружены могильники и поселения местных племён, занимавшихся земледелием, скотоводством, охотой, рыбной ловлей, металлургией, гончарным делом. В VII—III веках до н. э. с появлением степняков-скифов и сарматов вынудило местное население отступать в горы.

### Кавказская война
Шалинский район и в частности Шали с давних времён считается ремесленным и торговым центром Северного Кавказа.
До образования Шалинского района, местные жители имели торговые, культурные и хозяйственные связи с другими племенами Северного Кавказа.
Выходцами из Шалинского района считаются такие религиозные деятели как: Ташов-Хаджи Саясановский, Кунта-Хаджи Илисханюртовский, Бамат-Хаджи Автуринский, Али Митаев, Элах-молла.
Много исторических сражений происходили в лесах Шалинского района в период Кавказских войн.В 1806 году — Карательная экспедиция генерала Глазенапа по р. Аргун, в Большую Чечню до Герменчука и её разорение. Также в 1819 г. Генерал Ермолов, Алексей Петрович провёл карательную экспедицию в аулы Большой Чечни, Шали, Герменчук и Автуры.
Благодаря своему стратегическому расположению — Шали имел важное значение как для царских, так и для мятежных Имамов. В XIX веке во время Кавказских войн, Шали служил сборным пунктом для мятежных войск.
Шалинский район в своё время посетил и великий русский писатель Лев Николаевич Толстой. В июне 1851 году Лев Николаевич в качестве добровольца принимал участие в походе царских войск на чеченский аул Автуры, под впечатлением увиденного в 1853 году, Лев Николаевич написал рассказ «Набег». Так же Шалинский район посетил и Александр Полежаев в рядах Московского пехотного полка принимал участие в штурме аула Герменчук.

### Арест Кунта-Хаджи Кишиева
В районе села Шали 3 января 1864 Кунта-Хаджи Кишиев был схвачен в плен и отправлен в ссылку Новочеркасска по личному приказу императора Александра II.
Так 18 января 1864 году послужило к восстанию последователей Кунта-Хаджи под с. Шали. Впоследствии эта бойня получит название «кинжальный бой зикристов». Последователи Кунта-Хаджи среди которых были так же женщины и дети, в количестве 3 тысяч человек, в течение длительного времени требовали освобождения своего наставника. Мюриды Кунта-Хаджи, рассчитывающие на мирное шествие, не имея при себе огнестрельного оружия двинулись на царские войска, имея при себе только традиционные кинжалы. Царские войска под командованием генерал-майора Туманов, произвела залп по толпе мюридов, что спровоцировало последних броситься на противника в рукопашный бой. В этом бою погибло более 150 зикристов и 8 женщин.
Целью данной провокации, было решение «поземельного вопроса» и переселение нескольких тысяч семей в Турцию. Организаторами данной провокации явились генералы: М.Кундухов, Туманов, М.Лорис-Меликов и А. Карцев.

### Шалинский район во времена СССР
Шалинский район с райцентром Шали в составе Чечено-Ингушской автономной области был образован Постановлением Чечревкома 20 октября 1920 года.
В августе 1918 году вышли добровольцами в состав Чеченской Красной Армии против Белогвардейских отрядов. В 1919 году Белогвардейцы сожгли сёла Бердыкель, Устрадагой, Мескер-Юрт и Шали. Ожесточённые бои происходили в селе Цоци-Юрт.
Весной 1921 года в Шали прибыли русские врачи. Была построена небольшая амбулатория и школа. В Шалинском районе появились агрономы, врачи и учителя. В Шали была построена первая паровая мельница. Земля была национализирована организовались пункты ликвидации безграмотности и «Товарищество по совместной обработке земли». Тогда же в районе существовали медресе, где дети обучались арабской грамоте.
Однако, местному населению не понравились методы большевиков насильственной коллективизации. Зажиточные крестьяне были раскулачены и высланы, других насильственно загоняли в колхозы, изымали земельные наделы, лошадей и скот. В 1929 году бывший командир Красной Армии Шита Истамулов поднял вооружённый мятеж. Мятеж был подавлен много религиозных деятелей арестовали и сослали в Сибирь.
В период депортации чеченцев и ингушей и упразднения Чечено-Ингушской АССР, с 1944 по 1957 год район носил название — Междуреченский район (Указом Президиума Верховного Совета РСФСР от 30 августа 1944 года район был переименован в Междуреченский, Указом Президиума Верховного Совета РСФСР от 10 апреля 1957 года район возвращено его прежнее название).
В 70 годы Шалинский район наращивает промышленный потенциал. В районе был построен Чечено-Ингушский цементный завод, Северо-Кавказская бройлерная птицефабрика, Птицефабрика «Кавказ», завод железобетонных изделий, кирпичный завод, строительные организации и райпищекомбинат.
До развала СССР были построены и введены в действие жильё, школы, учреждения культуры, бытового и социального обслуживания. В народном хозяйстве работали специалисты с высшим и средним образованием.
В ноябре 1919 году, Михаил Булгаков участвовал в подавлении ночного восстания горцев в Шали. Михаил Булгаков в этом бою был контужен..

### Военный период
В период первой чеченской войны на территории Чеченской Республики произошла трагедия. 3 января 1995 году российские самолёты ударили кассетными боеприпасами г.Шали. В общей сложности было сброшено 18 кассетных бомб. В результате ударов был поражён придорожный рынок, АЗС и больница в которой находились гражданские лица. По некоторым данным в результате бомбардировки погибло 55 человек и 186 человек ранено.
В марте 1995 году на территории Чири-Юртовского цементного завода произошли крупные боевые столкновения между федеральными войсками и боевиками. Чири-Юртовский завод был превращён в оборонительный узел, который должен был преградить путь федеральным войскам к входу в Аргунское ущелье. С одной стороны завод был прикрыт рекой, остальные незащищённые рекой подходы к заводу были покрыты минными полями. Боевики в обороне использовали существующие и возведённые из цемента огневые точки. Постоянная группировка противника насчитывала 40—50 боевиков. На заводе было до 6 единиц бронетехники. 6—8 миномётов, крупнокалиберные пулемёты ДШК и НСВТ. Также имелось большое количество стрелкового оружия и противотанкового, включая и ПТУРы, так же были и зенитные ракеты. Кроме того состав постоянной группировки периодически усиливался за счёт отрядов обороняющихся непосредственно на хребте.
В марте и в апреле 1995 года, завод подвергся штурму 324-й и 245-й мотострелковыми полками. Оба раза отходили назад неся потери. На третий раз штурм на завод возглавил Владимир Шаманов, десантными полками. Усиленные танковыми ротами, артиллерийскими и сапёрными подразделениями поддержки.
Завод подвергся артиллерийскому и авиа налёту, был разрушен до основания. Двое суток танки вели обстрел завода изображая подготовку к наступлению с восточной стороны. Боевики поверили и сосредоточили всё своё внимание на северо-восточном и восточном секторах обороны завода. Подразделения ВДВ генерала Шаманова ударили с другой стороны. Благодаря обманным манёврам и неожиданному наступлению Новороссийским десантникам удалось установить контроль над заводом за 4 часа.

### Восстановление района
В ноябре 2007 году, в Чеченской Республике завершились строительно-восстановительные работы в районе, по программе «Нет следов войны». Строительно-восстановительные работы были начаты в августе 2007 году, по поручению Рамзана Ахматовича Кадырова. На протяжении трёх месяцев было построено и восстановлено 17 учебных заведении — 5 школ в городе Шали, школы в Новые-Атаги, Мескер-Юрт, Герменчук, Белгатой, Автуры. Была восстановлена центральная часть города Шали, объекты социального и культурного назначения, хирургические отделения ЦРБ, дома культуры, Детский дом творчества, аквапарк, жилые дома, мечети, универмаг, скверы и кинотеатр «Победа». Отремонтирована 200 000 кв. метров дороги по всему Шалинскому району. Восстановление района проходила за счёт Регионального общественного фонда им. Ахмата-Хаджи Кадырова и частных инвесторов.
Несмотря на то, что в 2007-2008 гг. объявлена программа «Грозный без следов войны» и все рабочие силы брошены на восстановление столицы Чеченской Республики, мы не должны забывать и про сельские районы, поэтому нами было принято решение параллельно с реконструкцией Грозного восстановить один из крупных районов республикиРамзан Кадыров
15 августа 2019 года, Рамзан Кадыров разделил Чеченскую Республику на 8 административно-территориальных секторов, для решения вопросов социально-экономического развития республики. Оперативное руководство указанными секторами были возложены на высокопоставленных политических деятелей. Магомед Даудов по поручению Рамзана Кадырова курирует 3-й сектор, административно-территориальную единицу, в которую вошёл Шалинский район. С момента создания 3-го сектора, проведены работы по санитарной очистке территорий, по решению проблемных вопросов в малом и среднем предпринимательстве, в сельском хозяйстве, в социальной, жилищно-коммунальной сфере, а также оказана материальная помощь нуждающимся. В докладе об итогах социально-экономического развития Шалинского района за 2019 год было отмечено, что практически по всем направлениям район демонстрирует высокие показатели.
На территории Шалинского района уже проложено более 7 км асфальтобетонного покрытия, проведено 20 км газопровода, 13 км линий электропередач, установлено и запущено 10 трансформаторных подстанций, 2 водонапорные башни, построено 4 жилых дома для малоимущих семей, на новые заменено более 500 старых столбов линий электропередач и построено 25 км заборов для частных домовладений.
Продолжается работа по газификации нового посёлка в Мескер-Юрт и электрификация отдельных новых жилых районов.

## Население
| 2002     | 2010     | 2012     | 2013     | 2014     | 2015     | 2016     | 2017     | 2018     |
| -------- | -------- | -------- | -------- | -------- | -------- | -------- | -------- | -------- |
| 68 862   | ↗115 970 | ↗119 363 | ↗121 883 | ↗123 664 | ↗126 036 | ↗128 183 | ↗129 893 | ↗131 644 |
| 2019     | 2020     | 2021     | 2023     | 2024     |          |          |          |          |
| ↗132 939 | ↗134 479 | ↗136 578 | ↗138 803 | ↗141 382 |          |          |          |          |

### Урбанизация
Городское население (город Шали) составляет 40,36 % от всего населения района.

### Национальный состав
По данным Всероссийской переписи населения 2010 года:
| Народ                   | Численность, чел. | Доля от всего населения, % |
| ----------------------- | ----------------- | -------------------------- |
| чеченцы                 | 111 065           | 95,77 %                    |
| русские                 | 2636              | 2,27 %                     |
| кумыки                  | 368               | 0,32 %                     |
| аварцы                  | 286               | 0,25 %                     |
| казахи                  | 216               | 0,19 %                     |
| табасараны              | 202               | 0,17 %                     |
| другие                  | 1046              | 0,90 %                     |
| не указали и отказались | 151               | 0,13 %                     |
| всего                   | 115 970           | 100,00 %                   |

По итогам переписи населения 2020 года проживали следующие национальности (национальности менее 0,1 % и другое см. в сноске к строке «Другие»):
| Национальность | Численность, чел. | Доля     |
| -------------- | ----------------- | -------- |
| Чеченцы        | 133 186           | 97,52 %  |
| Русские        | 1366              | 1,00 %   |
| Кумыки         | 234               | 0,17 %   |
| Осетины        | 143               | 0,10 %   |
| Другие         | 1649              | 1,21 %   |
| Итого          | 136 578           | 100,00 % |

## Муниципально-территориальное устройство

Административное деление района

В Шалинский район входят одноимённые населённым пунктам 10 муниципальных образований, в том числе 1 городское поселение и 9 сельских поселений:
| №        | Муниципальное образование | Админ. центр   | Количество населённых пунктов | Население (чел.) | Площадь (км²) |
| -------- | ------------------------- | -------------- | ----------------------------- | ---------------- | ------------- |
| 1e-06    | Городское поселение:      |                |                               |                  |               |
| 1        | Шалинское                 | г. Шали        | 1                             | ↗57 060          | 234,94        |
| 1.000002 | Сельские поселения:       |                |                               |                  |               |
| 2        | Автуринское               | с. Автуры      | 1                             | ↗19 004          | 98,00         |
| 3        | Агиштинское               | с. Агишты      | 1                             | ↗1646            | 35,80         |
| 4        | Белгатойское              | с. Белгатой    | 1                             | ↗5711            | 19,50         |
| 5        | Герменчукское             | с. Герменчук   | 1                             | ↗12 823          | 45,00         |
| 6        | Дуба-Юртовское            | с. Дуба-Юрт    | 1                             | ↗7806            | 60,00         |
| 7        | Мескер-Юртовское          | с. Мескер-Юрт  | 1                             | ↗13 133          | 69,50         |
| 8        | Ново-Атагинское           | с. Новые Атаги | 1                             | ↗10 518          | 30,50         |
| 9        | Сержень-Юртовское         | с. Сержень-Юрт | 1                             | ↗6633            | 30,50         |
| 10       | Чири-Юртовское            | п. Чири-Юрт    | 1                             | ↗7048            | 13,28         |

## Населённые пункты
В Шалинском районе 10 населённых пунктов, в том числе один город и 9 сельских населённых пунктов.
| №  | Населённый пункт | Тип     | Население | Муниципальное образование |
| -- | ---------------- | ------- | --------- | ------------------------- |
| 1  | Шали             | город   | ↗57 060   | Шалинское                 |
| 2  | Автуры           | село    | ↗19 004   | Автуринское               |
| 3  | Агишты           | село    | ↗1646     | Агиштинское               |
| 4  | Белгатой         | село    | ↗5711     | Белгатойское              |
| 5  | Герменчук        | село    | ↗12 823   | Герменчукское             |
| 6  | Дуба-Юрт         | село    | ↗7806     | Дуба-Юртовское            |
| 7  | Мескер-Юрт       | село    | ↗13 133   | Мескер-Юртовское          |
| 8  | Новые Атаги      | село    | ↗10 518   | Ново-Атагинское           |
| 9  | Сержень-Юрт      | село    | ↗6633     | Сержень-Юртовское         |
| 10 | Чири-Юрт         | посёлок | ↗7048     | Чири-Юртовское            |

## Общая карта
Легенда карты:
| Численность населения населённых пунктов: |                       |
|                                           | Более 20 000 жителей  |
|                                           | 10 000—15 000 жителей |
|                                           | 5000—10 000 жителей   |
|                                           | 1000—5000 жителей     |

## Экономика
На сегодняшний день в Шалинском районе действует 24 домов культуры, школ искусства и библиотек. Функционирует 29 Дошкольных образовательных учреждений. Районная больница, участковая больница и 6 амбулаторных пунктов и фельдшерско-акушерский пункт. 36 Средних общеобразовательных школ.
3 декабря 2018 года. в Шалинском районе Чеченской Республики состоялся запуск первого из четырёх заводов ИСТ «КАЗБЕК». Это предприятие по производству извести которая имеет важное значение для экономики республики. С его вводом в эксплуатацию получено около 100 новых рабочих мест. Мощность цеха составляет 32,4 тысячи тонн готовой продукции в год. В производственном процессе используются современные ресурсосберегающие технологии.
Также на территории Шалинского района, расположен Чири-Юртовский цементный завод который был введён в эксплуатацию в 1974 году. Во время второй чеченской кампании завод был занят боевиками и превращён в оборонительный пункт. Во время взятия завод был до основания разрушен артиллерией и авиацией.
Работы по восстановлению завода начались в 2001—2004 годах и приостанавливались из-за нехватки средств. в 2007 году запустили первую очередь производства мощностью 600 тонн цемента в год. В 2009 году Чири-Юртовский цементный завод вошёл в приоритетный инвестиционный проект с мощностью — 3,1 млн тонн цемента в год. В настоящее время предприятие функционирует в организационно-правовой форме акционерного общества. АО «Чеченцемент» является крупнейшим производителем строительных материалов и одним из наиболее динамично развивающихся предприятий стройиндустрии Чеченской республики, и обладает большим потенциалом дальнейшего развития. Штатная численность работников завода составляет более 750 человек. Главным конкурентными преимуществами завода являются: близость значительных запасов качественного сырья, наличие квалифицированных кадров-цементников и ёмкий рынок сбыта.
В Шалинском районе реализовано 17 проектов на сумму 2 миллиарда 917 миллионов рублей. На сегодняшний день реализуется ещё 40 инвестиционных проектов, на сумму 11 миллиардов 897 миллионов рублей.

## Достопримечательности
C 2012 года на площади в 5 гектар в центре города, рядом с высотным комплексом «Шали-сити», активно велось строительство новой мечети, над уникальным проектом которой, не имеющего аналогов в мире, работали архитекторы из Узбекистана. Торжественное открытие мечети, приуроченное ко дню рождения первого президента республики — Ахмата-Хаджи Кадырова, состоялось 23 августа 2019 года. Новая мечеть «Гордость мусульман», ставшая самой большой в Европе, может вместить до 30 тысяч человек, а прилегающая территория — до 70 тысяч. Здание, имеющее купол высотой 43 метра и минареты высотой 63 метра, покрыто белоснежным мрамором с греческого острова Тасос, который ценится тем, что отражает свет и дарит прохладу в жару. Восьмиметровая центральная люстра весом более двух с половиной тонн и 395 светильников украшены камнями Swarovski и золотом. На площади 5 гектаров устроена парковая зона с 12 фонтанами. Здесь высажено около 2000 деревьев и настоящая долина роз. Изначально планировалось, что мечети дадут имя главы республики Рамзана Кадырова. На церемонии открытия было объявлено о названии мечети именем пророка Мухаммада.
В июле 2014 года, в окрестностях города Шали было обнаружено кладбище, на котором захоронено свыше 300 мюридов Шейха Кунта-Хаджи Кишиева. Открытие кладбища после восстановления состоялось 3 января 2015 году.
17 августа 2014 году, на окраине села Герменчук, открылся архитектурно-этнографический музей «Шира-Юрт». Это воссозданный средневековый чеченский посёлок. Посёлок состоит из 40 старинных домов, а на территории посёлка расположена мечеть, 25 метровая сторожевая башня, кузница, мастерские, лазарет, дом старейшины. Посёлок разбит на берегу реки Аргун. Посёлок построен на общественных началах, силами местных жителей. Инициатором проекта выступил руководитель Шалинского района — Турпал-Али Ибрагимов. Шира-Юрт в переводе с чеченского языка переводится как «Древнее поселение».
Так же в центре Шали, расположен «Шали-Сити» комплекс высотных зданий. Это один из самых крупных инвестиционных проектов Чеченской Республики, расположенный в центре города Шали. «Шали-Сити» состоит из 6 высотных домов, 12- и 16-этажных по сторонам и 21-этажное здание в виде старинной чеченской башни по центру. Туда входят отель, офисные помещения, гостиница, торгово-развлекательный и жилой комплекс.
В мае 2017 года в Шалинском районе на окраине села Сержень-Юрт был открыт современный детский оздоровительный лагерь «Горный ключ» на 500 мест. Проект лагеря включает 6 спальных корпусов, раздельные бассейны для мальчиков и девочек, волейбольная и баскетбольная площадки, футбольное поле, теннисный корт, скалодром, детские игровые площадки, тренажёрный зал на открытом воздухе, амфитеатр, спортзал для занятий боксом и борьбой, верёвочный парк с препятствиями.
12 июня 2017 году, в селении Сержень-Юрт Шалинского района открылся второй детский оздоровительный лагерь «Светлячок» на 500 мест, на месте, где в советский период располагался пионерский лагерь. Лагерь расположился на берегу реки Хулхулау. Лагерь включает в себя спальные корпуса, столовую, спортивные площадки, раздельные бассейны для мальчиков и девочек, амфитеатр, теннисный корт и помещений для персонала, на территории имеются верёвочный парк и скалодром.
До середины 1990-х годов в Чеченской Республики работали 13 детских лагерей, в том числе пять — в районе Сержень-Юрта: «Дружба», «Горный ключ», «Спутник», «Светлячок» и «Смена». В ходе двух военных кампаний детские лагеря в Шалинском районе были практически полностью разрушены.
2 мая 2019 году в Шали был установлен на постаменте танк «Т-72». Ранее в этом месте стоял подобный памятник, но в связи с начавшими боевыми действиями в республике, он был демонтирован.
В 2021 году центральной части города Шали начато строительство многоквартирного жилого комплекса «Ахмат», который будет состоять из 4 дома, по 27 этажей, на 864 квартир, с общей площадью в 91 905 м².
В год район посещает примерно 20 тысяч туристов.

## Образование
В Шалинском районе функционирует 33 Дошкольных образовательных учреждений, 39 Средних общеобразовательных школ и 3 учреждения дополнительного образования, 3 учреждения профессионального образования:
| Тип учреждения | Шали | Автуры                                     | Герменчук                                  | Мескер-Юрт                                       | Сержень-Юрт                  | Новые-Атаги                                   | Белгатой            | Агишты       | Дуба-Юрт                      | Чири-Юрт                  |
| -------------- | --- | ------------------------------------------ | ------------------------------------------ | ------------------------------------------------ | ---------------------------- | --------------------------------------------- | ------------------- | ------------ | ----------------------------- | ------------------------- |
| МБДОУ          | № 1 «Ласточка» № 2 «Малх» № 3 «Беркат» № 4 «Нана» № 5 «Яхита» № 6 «Седарчий» № 7 «Хьава» № 8 «Кавказ» № 10 «Золотой ключик» № 11 «Улыбка» № 12 «Малыш» №13 «Мальвина» №14 «Чебурашка» | № 1 «Кумира» № 2 «Родничок» № 3 «Марьям»   | № 1 «Иман» № 2 «Эсят» №3 «Золушка»         | № 1 «Солнышко» № 2 «Шовда»                       | № 1 «Селита» № 2 «Светлячок» | № 1 «Жайна» №2 «Теремок»                      | № 1 «Радуга»        | № 1 «Сказка» | № 1 «Ясмина» №2 «Марха»       | № 2 «Ромашка»             |
| ГБДОУ          | № 9 «Иман» |                                            | № 24 «Серло»                               |                                                  |                              |                                               |                     |              |                               | № 1 «Ирс»                 |
| МБОУ           | «СОШ № 1» «СОШ № 2» «СОШ № 3» «СОШ № 4» «СОШ № 5» «СОШ № 6» «СОШ № 7» «СОШ № 8» «СОШ № 9» «СОШ № 10» «СОШ № 11»                                                                       | «СОШ № 1» «СОШ № 2» «СОШ № 3»              | «СОШ № 1» «СОШ № 2» «СОШ Мир знаний» «ООШ» | «СОШ» «ООШ» «СОШ Терра Нова им. Шарани Дудагова» | «Гимназия № 9» «СОШ № 2»     | «СОШ № 1» «СОШ № 2» «ООШ» «СОШ интернат № 10» | «СОШ № 1» «СОШ № 2» | «СОШ»        | «СОШ» «СОШ Территория знаний» | «СОШ № 1» «СОШ № 2» «ООШ» |
| МБУ ДО         | «Эколого-Биологическая станция» «Дом Детского Творчества» | «Дом детско-юношеского туризма и экологии» |                                            |                                                  |                              |                                               |                     |              |                               |                           |
| ГБОУ           | «Центр образования г. Шали» |                                            |                                            |                                                  |                              |                                               |                     |              |                               |                           |
| ГБ ПОУ         | «Шалинский государственный колледж» |                                            |                                            |                                                  |                              |                                               |                     |              |                               |                           |
| ЧПОУ           | «Шалинский колледж» |                                            |                                            |                                                  |                              |                                               |                     |              |                               |                           |
| ГАУ            | «Шалинский Учебно-курсовой комбинат» |                                            |                                            |                                                  |                              |                                               |                     |              |                               |                           |

## Спорт
На территории района 153 действующих спортивных сооружений и 3 современных спортивных комплекса: СК «Вайнах», ФСК «Шали», и ФСК «Орга»
Также функционируют 5 спортивных школ, в которых занимаются 7637 воспитанников: ГБУ «СШ Шалинского района», ГБУ «РСШОР по дзюдо», ГБУ «СШ с. Автуры Шалинского района», ГБУ «СШ с. Герменчук Шалинского района», Филиал № 9 по Шалинскому району ГБУ «РЦСШ».
В районе культивируются 16 видов спорта: футбол, волейбол, баскетбол, самбо, вольная борьба, дзюдо, бокс, кикбоксинг, каратэ, джиу-джитсу, грэпплинг, тяжелая атлетика, тхэквондо, шашки, шахматы, настольный теннис.
Шалинский район так же имеет свой футбольный клуб — «Вайнах», образованный 5 мая 1974 году. Команда с момента основания участвовала в Второй низшей лиге СССР и Второй лиге России. С 2006 года выступает в Четвёртом дивизионе России. Главным тренером и основателем команды был Борис Каюшников. Команда является семикратным чемпионом Чечено-Ингушской АССР и трёхкратным обладателем Кубка Республики.

## Культура
В районе функционируют 7 муниципальных учреждений, куда входят 11 Домов культуры, 11 библиотек, муниципальное учреждение «Театр». Также в районе функционируют 2 государственные детские школы искусств.
6 января 2019 году, в селении Герменчук была открыта модельная библиотека, при поддержке Регионального общественного фонда Имени Первого Президента Чеченской Республики. Модельная библиотека нового типа оснащена электронными книгами, компьютерным читальным залом, новыми книгами и детской площадкой. Книжный фонд включает в себе пополнение детской и классической литературы.
| Тип учреждения | Шали | Автуры                                           | Герменчук                                        | Мескер-Юрт                                       | Сержень-Юрт                                      | Новые-Атаги                                      | Белгатой                                         | Агишты                                           | Дуба-Юрт                                         | Чири-Юрт                                         |
| -------------- | --- | ------------------------------------------------ | ------------------------------------------------ | ------------------------------------------------ | ------------------------------------------------ | ------------------------------------------------ | ------------------------------------------------ | ------------------------------------------------ | ------------------------------------------------ | ------------------------------------------------ |
| МУ             | «Отдел культуры» |                                                  |                                                  |                                                  |                                                  |                                                  |                                                  |                                                  |                                                  |                                                  |
| МБУ            | «Централизованная бухгалтерия учреждений культуры» «Районный Дом культуры» «Централизованная библиотечная система» «Театр» | «Сельский дом культуры» «Сельская библиотека №1» | «Сельский дом культуры» «Сельская библиотека №4» | «Сельский дом культуры» «Сельская библиотека №7» | «Сельский дом культуры» «Сельская библиотека №8» | «Сельский дом культуры» «Сельская библиотека №6» | «Сельский дом культуры» «Сельская библиотека №3» | «Сельский дом культуры» «Сельская библиотека №2» | «Сельский дом культуры» «Сельская библиотека №5» | «Сельский дом культуры» «Сельская библиотека №8» |
| ГБУ ДО         | «Детская школа искусств»                                                                                                   | «Детская школа искусств»                         |                                                  |                                                  |                                                  |                                                  |                                                  |                                                  |                                                  |                                                  |

## Здравоохранение
В районе функционирует ГБУ «Шалинская центральная районная больница» на базе которой оказывается первичная медико-санитарная помощь населению района. Шалинская ЦРБ представлена структурными подразделениями: 7 врачебных амбулаторий в поселениях района, фельдшерско-акушерский пункт и участковая больница.